# Tröllafjall (berg i Island, Norðurland eystra)
Tröllafjall är ett berg i republiken Island. Det ligger i regionen Norðurland eystra, 230 km nordost om huvudstaden Reykjavík. Toppen på Tröllafjall är 1 483 meter över havet, eller 389 meter över den omgivande terrängen. Bredden vid basen är 17,4 km.
Runt Tröllafjall är det ganska tätbefolkat, med 60 invånare per kvadratkilometer. Närmaste större samhälle är Akureyri, omkring 15 kilometer nordost om Tröllafjall. Trakten runt Tröllafjall består i huvudsak av gräsmarker.